# Рудо
Рудо је насељено мјесто и сједиште истоимене општине у Републици Српској, БиХ. Налази се на крајњем истоку Републике Српске. Према прелиминарним подацима пописа становништва 2013. године, у насељеном мјесту Рудо укупно је пописано 1.760 лица.

## Географски положај
Општина Рудо смјештена је у крајњем источном дијелу Републике Српске и већим својим дијелом граничи са Србијом. Простире се на површини од 344 km² и граничи са општинама:
- Општина Вишеград
- Општина Ново Горажде
- Општина Чајниче
- Општина Рогатица
- Град Ужице
- Општина Прибој
- Општина Чајетина

### Рељеф
Сам град Рудо налази се у брдско-планинском крају доњег тока ријеке Лим, двадесетак километара прије његовог ушћа у Дрину, на просјечној надморској висини од око 400 м. Кроз Рудо такође протиче и ријека Крупица, најкраћа ријека у Европи. Окружено је планинским врховима средње висине, на сјеверној страни је планина Варда са највећим врхом од 1.389 м, а на јужној страни планина Тмор са највећим врхом од 1.280 м. Земљиште је изразито брдско-планинско, са селима разбацаним и испресијецаним планинским превојима.

### Клима
Подручје општине има изражену континенталну климу, са повременим благим утицајем средоземне климе. Зиме су са просјечном температуром од -8 °C а љета са просјечним температурама око 26 °C.

## Историја

### Период турске окупације
Долина Лима, гдје ће нешто касније настати насеље Рудо пред долазак Турака била је у посједу властеоске породице Павловић. Познато је да су Турци ову територију контролисали и прије дефинитивне окупације Босне 1463. године. Насеље на лијевој обали Лима, које ће у каснијем периоду бити познато као Старо Рудо, основано је 1555. године, на основу Вакуфнаме Мустафе паше Соколовића, блиског сродника, надалеко чувенијег и познатијег везира Османског царства Мехмед паше Соколовића, који такође потиче из овог краја, села по имену Соколовићи. Овај ктитор је Лим премостио ћупријом са пет окана, а затим је дао да се изгради неколико објеката, који су у то вријеме обично пратили изградњу насеља. Изграђена је чаршија са занатским радњама и продавницама. У вријеме Првог српског устанка, наводно је запаљена џамија, чији је оштећени минарет стајао и 1930-тих.

### Аустроугарски период
Под турском окупацијом руђански крај је био нешто више од 400 година, све до 1875. године, када је почео устанак Срба у Босни (1875—1878). Српске устаничке чете су протјерале Турке са ових простора преко Дрине ка Сарајеву. Услед ратних дејстава и несигурности овај крај је у том периоду знатно опустио и тек после успостављеног примирја у гранични појас између Турске и Аустроугарске, уз десну обалу ријеке Увац, населиле су се избеглице из Старе Херцеговине. Одлуком на Берлинском конгресу 1878. руђански крај као и читава територија Босне додијељена је на управу Аустроугарској, чија војска је добила мандат да заведе ред на њеном простору. Тако се Рудо нашло под окупацијом Аустроугарске монархије, у граничном појасу са Турском.
Важан моменат у историјату овог мјеста десио се након велике поплаве новембра 1896. године, када је набујали Лим збрисао старо насеље. Земаљска влада у Сарајеву пружила је потребну помоћ становништву, а њени инжењери су урадили урбанистички план новог насеља, које је пројектовано на десној обали Лима, на једном узвишењу. Тако је већ од 1897. године на новој локацији почела изградња инфраструктуре, кућа и других објеката новог насеља Рудо, које је прво насеље у Босни и Херцеговини, подигнуто по савременом урбанистичком плану.
Године 1898. завршена је изградња колског пута Рудо-Увац, десном страном Лима, чиме је Рудо било повезано са новоизграђеним путем Вишеград-Увац и добио колску везу са среским мјестом Вишеград. Бољу саобраћајну повезаност доњела је новоизграђена пруга узаног колосека Међеђа-Увац и изградња, за то вријеме, модерне жељезничке станице Рудо 1906. године).
Од 1908. године када је извршена анексија Босне и Херцеговине, Рудо је и званично постало дио Аустроугарске монархије. У том периоду изграђена је зграда касарне изнад жељезничке пруге, а и двије богомоље у самом граду — џамија (1906) и црква Св. Петра и Павла (1912).

### Период Краљевине Југославије
После пробоја Солунског фронта, наступајући ка сјеверу, српска војска је на одушевљење становништва Рудог ушла у ово мјесто, чиме је учињен крај четрдесетогодишње владавине Аустроугарске монархије у овим крајевима. Више од 300 добровољаца из руђанског краја и Горњег Подриња, избјегавајући службу у Аустроугарској војсци прикључило се током Првог свјетског рата српској војсци учествујући као добровољци и у пробоју Солунског фронта. Од 1. децембра 1918. године Рудо се нашло у Краљевству Срба, Хрвата и Словенаца, новој, уједињеној држави под династијом Карађорђевић.

### Други свјетски рат
У Другом свјетском рату руђански крај је доста пострадао. У другој половини априла 1941. године у Рудом је успостављена власт Независне Државе Хрватске, па се српски живаљ нашао на удару новоформиране усташке власти. Терор усташа трајао је до Мале Госпојине 21. септембра 1941. године када су ово мјесто ослободиле устаничке четничке јединице. Власт НДХ никада више у току рата није успостављена у Рудом.
У октобру 1941. године Рудо је окупирала италијанска војска. Два батаљона дивизије „Пустерија“, чија је команда била у Пљевљима, на овом подручју задржала су се све до краја новембра 1941. године, када су се због несигурности повукли ка Пљевљима. За кратко власт су успоставили четници, чија се команда на челу са поручником Каменком Јефтићем налазила у босанској Јагодини.
Повлачећи се ка сјеверу главнина партизанских јединица са Врховним штабом, послије слома Ужичке Републике, трагичног пораза у Пљеваљској бици и неуспјеха приликом напада на Сјеницу, почела је пристизати у Рудо 17. децембра 1941. године. 21. децембра 1941. године у Рудом је формирана Прва пролетерска ударна бригада. Дан прве борбе ове јединице по завршетку рата биће повод за прославу дана ЈНА, који се сваког 22. децембра обиљежавао све до 1991. године.
По одласку партизана из Рудог 23. децембра у Рудо су поново ушле италијанске јединице, које ће се ту задржати све до капитулације фашистичке Италије 8/9. септембар 1943. године.
После капитулације фашистичке Италије Рудо се нашло у средишту територије коју су контролисали припадници Југословенске војске у отаџбини, која се простирала од Берана на југу до Сокоца на сјеверу. Штаб генерала Михаиловића приликом вођења операција ка Сарајеву налазио се на Раванцима изнад Рудог. Крајем октобра 1943. главнина Михаиловићевих снага концентрисала се ка Сарајеву као главном циљу. У вријеме борби око Сокоца са њемачко-усташком војском, ове снаге су изненада нападнуте са запада по дубини територије од стране 2. и 5. партизанске дивизије. Угрозивши и сам штаб генерала Михаиловића, партизани су приморали његове снаге на повлачење. У склопу тог напада дијелови 5. дивизије, којом је командовао Милутин Морача ушли су 25. октобра у Рудо. Рудо и његова околина постали су поприште жестоких борби партизанских снага — углавном 5. дивизије и припадника Југословенске војске у отаџбини. Ове борбе окончане су до 6. децембра 1943. године, када се 5. дивизија повукла са овог простора, онемогућена да у садејству са 2. дивизијом направи дубљи продор ка Србији.
У Рудо су ушле јединице њемачког Вермахта, које су ту остале неко вријеме. Послије повлачења Њемаца, цјелокупну десну обалу Лима запосјеле су јединице Југословенске војске у отаџбини, које су очекивале продор партизанских снага ка Србији. У прољеће 1944. године Рудо се нашло на попришту жестоких сукоба партизанских јединица и припадника ЈВуО.
Те 1944. године Рудо су контролисале углавном снаге ЈВуО. Крајем 1944. године у Рудо и околину пристигли су припадници ЈВуО из Црне Горе, под командом потпуковника Павла Ђуришића. Са војском (по процјенама 9-10.000) пристигло је и 5-7.000 цивила. Са њима је у Рудо дошао и митрополит Јоаникије са великим бројем архијереја и свештенства. После реорганизације војних јединица они су напустили Рудо 9. јануара 1945. године упутивши се ка ребави, гдје се налазила Врховна команда ЈВуО са генералом Михаиловићем на челу. Извјестан број Руђана кренуо је са њима на овај пут са којег се многи никада више нису вратили.
У Рудо су послије неколико дана ушли припадници 5. албанске дивизије, која је по споразуму Тита и Енвера Хоџе узела учешће и садејствовала са партизанским јединицама на овом простору (Пријепоље, Прибој). Послије пораза у сукобу са заштитницом Павла Ђуришића ова јединица се извјесно вријеме задржала у Рудом, пострадавши и од тифуса. Послије повлачења ове јединице у Рудом је успостављена нова револуционарна власт.

## Становништво
Исказани подаци односе се само на градско подручје, односно град Рудо.
|             | 2013.          | 1991.          | 1981.          | 1971.          |
| Укупно      | 1 760 (100,0%) | 2 077 (100,0%) | 1 760 (100,0%) | 1 258 (100,0%) |
| Срби        | 1 727 (98,13%) | 1 203 (57,92%) | 987 (56,08%)   | 677 (53,82%)   |
| Бошњаци     | 22 (1,250%)    | 731 (35,19%)1  | 554 (31,48%)1  | 488 (38,79%)1  |
| Црногорци   | 3 (0,170%)     | –              | 58 (3,295%)    | 58 (4,610%)    |
| Хрвати      | 2 (0,114%)     | 2 (0,096%)     | 10 (0,568%)    | 6 (0,477%)     |
| Муслимани   | 2 (0,114%)     | –              | –              | –              |
| Неизјашњени | 2 (0,114%)     | –              | –              | –              |
| Босанци     | 1 (0,057%)     | –              | –              | –              |
| Остали      | 1 (0,057%)     | 73 (3,515%)    | 6 (0,341%)     | 3 (0,238%)     |
| Југословени | –              | 68 (3,274%)    | 136 (7,727%)   | 22 (1,749%)    |
| Македонци   | –              | –              | 5 (0,284%)     | 2 (0,159%)     |
| Албанци     | –              | –              | 4 (0,227%)     | 2 (0,159%)     |

1. 1 На пописима од 1971. до 1991. Бошњаци су пописивани углавном као Муслимани.

## Занимљивости
У улици Рудо, у Београду, налази се Источна капија Београда. Ова улица добила је име на предлог архитекте Драгољуба Мићовића, из Рудог.

## Саобраћај

### Инфраструктура
Општина Рудо је са околином повезана, углавном, само друмским саобраћајем. На прузи Београд-Бар, која у дужини од 9 км пролази територијом општине Рудо налазе се два стајалишта за путничке возове Штрпца и Голеш, која углавном користи локално становништво.
У саобраћајном погледу подручје општине се налази на периферији значајних саобраћајних токова Републике Српске, Србије и Црне Горе, али је у коридору једне од најзначајнијих републичких лонгитудиналних саобраћајница магистралног пута М-5 — Сарајево-Вишеград-Ужице и даље до Бугарске границе. Тако да обезбјеђује доступност важним центрима, како Републике Српске тако и Федерације БиХ, Србије и Црне Горе, са којима ова општина граничи.
Најзначајнија саобраћајница на подручју општине Рудо је саобраћајница регионалног карактера, односно регионални пут Р-449 — Бродар-Рудо-Увац-Добрун, гдје се ова саобраћајница (у Добруну и Бродару) укршта са магистралним путем М-5. Регионална путна мрежа на подручју општине износи 65 км и прекривена је асфалтним слојем лошијег квалитета, са коловозом ширине 6 м. Локални путеви се налазе у фази реконструкције.

## Спорт
Спортска активност била је саставни дио живота посебно омладине али зависно од прилика и тешкоћа у којима се ова општина налазила та активност је осцилирала. У периоду између два свјетска рата изванредно добро је био организован рад Соколске организације, посебно сеоске Соколске чете „Соколовићи“, која је одиграла огромну улогу у васпитању сеоске омладине. Руђански Соколи учествовали су у свим акцијама Свесловенске соколске организације „СОКО“, од мјесних преко среских и жупских па све до Свесоколског слета у Прагу.
Између два рата, од спортских игара Рудо се посебно истакло у фудбалу. Рудо је и прво мјесто из бивше СР БиХ, чиме су се спортисти укључили у такмичење у оквиру међурепубличких спортских игара на тромеђи СР Србије, СР Црне Горе и СР БиХ.
Од осталих спортова вредни резултати постигнути су у атлетици, мушкој и женској одбојци, стрељаштву, стоном тенису и шаху. Посебно велики успјех имала је женска одбојкашка екипа која је три пута била побједник међурепубличких игара.

## Привреда

### Производња
Привредни субјекти који су 90-их година били носиоци развоја општине Рудо ОДП „Аутодијелови“, ОДП „Рудопласт“ и ЗДП „Полимка“ раде са капацитетом испод 10%, а ОДП „Рудопласт“ већ више година не ради.
- Производни погон „Полимка“ у саставу организације „ШИПАД-МАГЛИЋ“ из Фоче, запошљава око 120 радника и бави се производњом резане грађе, полупроизвода за намјештај, грађевинске столарије, паркета и остале дрвене галантерије.
- Производни погон „Аутодијелови“, који послује са капиталом из Србије, због чега процес приватизације још није започео, са око 170 радника, бави се производњом дијелова за аутомобилску индустрију, контејнера за смеће и разне лимено — гвоздене галантерије.
- У погонима „Рудопласт“ и „Декорпласт“, који су се прије рата бавили производњом пластике и запошљавали око 178 радника, послије рата производни процес је потпуно замро.

Општа оцјена за остале привредне субјекте је да су у стању стагнације, неликвидности, оптерећености обавезама и у ишчекивању процеса приватизације.

### Занатство
У области занатске дјелатности мање или више успјешно дјелује 40 самосталних занатских радњи производног или услужног карактера.

### Школство
На територији општине Рудо постоје двије основне школе, ОШ Рудо у Рудом и ОШ Бошко Буха у Штрпцима, као и један средњошколски центар са више смјерова.

### Трговина
У области трговине постоје 44 самосталне трговинске радње, које нуде робу широке потрошње. На граничном прелазу Увац, у последње двије године развио се прави мали тржни центар, који свакодневно посјети велики број купаца из Пријепоља, Пљеваља, Ужица, Нове Вароши, Прибоја. Државно-трговинско предузеће „Пролетер“ Рудо, које је прије рата успјешно пословало, данас једино издаје своје пословне просторе у закуп.

### Угоститељство
Што се тиче угоститељске дјелатности своје услуге нуде: хотел „Рудо“, са 42 лежаја у једнокреветним и двокреветним собама, а кафана и ресторан 200 мјеста са столовима. Хотел има и наткривену терасу која може да прими 80 гостију.
Поред хотела постоје и 23 самосталне угоститељске радње — бифеи, кафићи и ресторани.

### Шуме и пољопривреда
Подручје општине Рудо је изразито брдско-планински крај осим равничарског дијела у подручју ријека Лим, Увац и Устибарске ријеке. Под шумама се налази површина од 3.665 хектара, пашњаци обухватају подручје од 2.598 хектара, воћњаци 557 хектара, оранице и баште 2.625 хектара и неплодно земљиште 442 хектара.